# Mapa de Vinland
El mapa de Vinland és presumptament un mapamundi del segle xv, que podria ser una còpia d'un original del segle xiii. La seva importància radica, que a més de mostrar Àfrica, Àsia i Europa, el mapa representa una massa de terra a l'Atlàntic anomenada Vinland i ens diu que va ser visitada en el segle xi. El que es creu és que el mapa ens mostra que els exploradors vikings van trobar el Nou Món abans que Cristòfor Colom el 1492. Existeixen, no obstant, seriosos dubtes sobre la seva autenticitat, sobretot degut a la tinta amb la que va ser dibuixat.
El mapa anava conjuntament amb el còdex "Historia Tartorum", un manuscrit d'indubtable autenticitat. Ens descriu la història i els costums dels mongols i sembla una versió primerenca de les memòries de Giovanni da Pian de Carpini, frare franciscà que el 1245 va fer un viatge a Karakorum.
Posteriorment es va descobrir que semblava haver format part d'una còpia medieval del tercer volum de l'enciclopedia "Speculum historiale" de Vincent de Beauvais. La prova que vinculava els dos objectes era la coincidència dels forats deixats per un cuc.
El mapa va ser descobert el 1957, i donat per Paul Mellon, que l'havia comprat per 300.000$, al seu actual propietari, la Universitat Yale el 1965. Fou publicat per primera vegada en un llibre amb el nom de "The Vinland Map and Tartar Relation" el 1965. El 1995 la Universitat Yale va fer-ne una segona edició, juntament amb uns articles que pretenien demostrar que el mapa era veritable. Tot i que les proves fetes amb datació basada en el carboni 14 demostren que el pergamí sobre el que està fet el mapa és d'entre el 1423 i el 1445, l'anàlisi de la tinta fet per Walter McCrone va revelar que contenia anatasa, un material que només es va començar a utilitzar en la tinta a partir del 1920. D'altra banda hi ha experts que creuen que podria ser que contingués anatasa de manera natural. Finalment hi ha qui creu que el mapa és fals, ja que mostra els contorns de Groenlàndia que no es varen conèixer fins al 1896. D'altres diuen que això prova justament que el Vikings havien circumnavegat tota l'illa.
El New York Times va divulgar el 1996 que el mapa estava valorat en 25 milions de dòlars.